# Jimmy Smith (futbolista)
James Dean Smith, más conocido como Jimmy Smith (Londres, Inglaterra, 7 de enero de 1987), es un futbolista inglés. Se desempeña como centrocampista ofensivo o extremo y actualmente milita en el Crawley Town de la Football League Two de Inglaterra.

## Trayectoria
Jimmy se unió a la Academia del Chelsea Football Club a los 9 años de edad, donde jugó hasta los 18 años, cuando fue promovido al equipo de reservas, donde firmó un contrato profesional. Smith finalizó la temporada 2005-06 como máximo goleador del equipo de reservas. Su debut con el Chelsea fue el 7 de mayo de 2006 en el último encuentro de la temporada 2005-06 ante el Newcastle United, luego de haber entrado de cambio al minuto 81 por Ricardo Carvalho, aunque su equipo fue derrotado por 1-0.
El 27 de septiembre de 2006, Jimmy fue cedido al Queens Park Rangers de la Football League Championship durante un mes. En ese mes, Smith impresionó a todos, anotando en dos ocasiones en sus tres primeros encuentros de liga, incluyendo una anotación en su debut en Loftus Road en el empate a 3-3 ante el Norwich City. Smith impresionó de tal forma que 1 de noviembre de 2006 el club había extendido su préstamo dos meses más. Posteriormente ese año, el Queens Park Rangers anunció que había ampliado el préstamo de Jimmy hasta el final de la temporada. Jimmy anotó su primer doblete con el Queens Park Rangers el 4 de noviembre de 2006 en la victoria por 4-2 ante el Crystal Palace. En total, Smith anotó 6 goles en 29 encuentros de liga con el Queens Park Rangers antes de regresar al Chelsea.
Poco después de haber regresado al Chelsea, el 19 de julio de 2007, Jimmy fue cedido al Norwich City hasta diciembre del mismo año. Sin embargo, durante un partido amistoso ante el FC Zwolle, Jimmy se lesionó la pantorrilla, lo que lo dejó fuera de actividad durante casi tres meses. Su debut con el Norwich sería hasta el 23 de octubre de 2007 en la derrota por 2-1 ante el Burnley FC en Turf Moor, luego de sustituir al minuto 84 a Darel Russell.
Su último partido con el Norwich se produjo en el empate 1-1 frente al Wolverhampton Wanderers el 29 de diciembre de 2007. Smith en ese entonces decepcionó en gran medida; sin embargo, Smith se había desempeñado en la posición de volante, posición a la cual no estaba acostumbrado, ya que se había desempeñado la mayor parte de su carrera como extremo. Después del partido contra el Wolverhampton, el entrenador del Norwich City, Glenn Roeder, confirmó que había estado en conversaciones con el director deportivo del Chelsea, Frank Arnesen, y que su club confiaba en ampliar el préstamo de Jimmy hasta el final de la temporada. No obstante, no se pudo llegar a un acuerdo para la ampliación del contrato de préstamo y así, el 4 de enero de 2008, Smith regresó al Chelsea.
El 25 de junio de 2008, se informó que el Sheffield Wednesday estaba interesado en contratar a Jimmy. Cinco días después, Jimmy fue cedido al Sheffield hasta el 10 de enero de 2009. Jimmy tuvo poca participación durante los primeros 3 meses con el Sheffield, acumulando solamente 3 encuentros como titular antes del 25 de octubre cuando, en un partido ante el Birmingham City, fue expulsado al minuto 69. Luego de cumplir 4 partidos de suspensión, Jimmy ya casi no era tomado en cuenta por el entrenador y justo después de que su préstamo expirara, Jimmy regresó al Chelsea.
Poco después de haber regresado, Jimmy fue cedido al Leyton Orient el 2 de febrero de 2009 hasta el final de la temporada 2008-09. Durante ese tiempo, Jimmy acumuló un total de 16 encuentros con el Leyton Orient y una anotación, la cual ocurrió el 11 de abril en la victoria por 1-0 ante el Colchester United. Jimmy regresó al Chelsea en mayo, pero un mes después decidió marcharse al Leyton Orient de forma permanente, firmando un contrato de 2 años.
En el primer partido de la temporada 2009-10, Jimmy anotó su segundo gol con el Leyton en la victoria por 2-1 ante el Bristol Rovers, el 8 de agosto de 2009. Su tercer gol sería hasta el 1 de diciembre, en la victoria por 3-1 ante el Gillingham FC.
La temporada 2010-11 vio la consagración de Jimmy como uno de los goleadores del Leyton Orient. Aunque su primer gol de la temporada sería hasta 23 de noviembre de 2010, Jimmy comenzó a hacerse notar en el marcador más frecuentemente. Con goles ante el Colchester United y ante el Bristol Rovers en la liga, y en la FA Cup ante el Norwich City y el Swansea City, Jimmy anotó su primer doblete con el Leyton Orient en la victoria por 3-2 ante el Milton Keynes Dons el 15 de febrero de 2011.

### Crawley Town
Smith se unió al Crawley Town en la entonces League One, para la temporada 2014-15.

## Selección nacional
Jimmy ha sido internacional con la Selección de Inglaterra Sub-16, Sub-17 y Sub-19.

## Clubes
| Club                         | País       | Año             |
| ---------------------------- | ---------- | --------------- |
| Chelsea FC                   | Inglaterra | 1996 - 2006     |
| Queens Park Rangers (cedido) | Inglaterra | 2006 - 2007     |
| Norwich City (cedido)        | Inglaterra | 2007 - 2008     |
| Sheffield Wednesday (cedido) | Inglaterra | 2008 - 2009     |
| Leyton Orient (cedido)       | Inglaterra | 2009            |
| Leyton Orient                | Inglaterra | 2009 - 2013     |
| Stevenage                    | Inglaterra | 2013 - 2014     |
| Crawley Town                 | Inglaterra | 2014 - presente |

## Estadísticas

### Clubes
| Chelsea FC Inglaterra                           | 2005-06             | 1   | 0  | 0  | 0 | 0 | 0 | - | - | 1   | 0  |
| Chelsea FC Inglaterra                           | Total               | 1   | 0  | 0  | 0 | 0 | 0 | - | - | 1   | 0  |
| Queens Park Rangers Inglaterra                  | 2006-07             | 29  | 6  | 2  | 0 | 0 | 0 | - | - | 31  | 6  |
| Queens Park Rangers Inglaterra                  | Total               | 29  | 6  | 2  | 0 | 0 | 0 | - | - | 31  | 6  |
| Norwich City Inglaterra                         | 2007-08             | 9   | 0  | 0  | 0 | 0 | 0 | - | - | 9   | 0  |
| Norwich City Inglaterra                         | Total               | 9   | 0  | 0  | 0 | 0 | 0 | - | - | 9   | 0  |
| Sheffield Wednesday Inglaterra                  | 2008-09             | 12  | 0  | 0  | 0 | 1 | 0 | - | - | 13  | 0  |
| Sheffield Wednesday Inglaterra                  | Total               | 12  | 0  | 0  | 0 | 1 | 0 | - | - | 13  | 0  |
| Leyton Orient Inglaterra                        | 2008-09             | 16  | 1  | 0  | 0 | 0 | 0 | 0 | 0 | 16  | 1  |
| Leyton Orient Inglaterra                        | 2009-10             | 40  | 2  | 1  | 0 | 2 | 0 | 1 | 0 | 44  | 2  |
| Leyton Orient Inglaterra                        | 2010-11             | 31  | 7  | 7  | 2 | 2 | 0 | 2 | 0 | 42  | 9  |
| Leyton Orient Inglaterra                        | 2011-12             | 8   | 2  | 0  | 0 | 3 | 0 | 0 | 0 | 11  | 2  |
| Leyton Orient Inglaterra                        | Total               | 95  | 12 | 8  | 2 | 7 | 0 | 3 | 0 | 113 | 14 |
| Total en su carrera                             | Total en su carrera | 146 | 18 | 10 | 2 | 8 | 0 | 3 | 0 | 167 | 20 |
| Estadísticas hasta el 20 de septiembre de 2011. |                     |     |    |    |   |   |   |   |   |     |    |

- (*) Premier League, Football League Championship, Football League One.

### Resumen estadístico
|                              | Partidos | Goles | Promedio |
| ---------------------------- | -------- | ----- | -------- |
| Premier League               | 1        | 0     | 0        |
| Football League Championship | 50       | 6     | 0,12     |
| Football League One          | 95       | 11    | 0,12     |
| Copas nacionales             | 21       | 2     | 0,10     |
| Total                        | 167      | 20    | 0,12     |